# David Purley
David Charles Purley (Bognor Regis, 26 de janeiro de 1945 – Bognor Regis, 2 de julho de 1985) foi um automobilista britânico de Fórmula 1 nascido na Inglaterra. Apareceu em 13 corridas, sendo 7 disputadas. Sua estreia foi em 3 de junho de 1973. Nas três temporadas em que atuou na categoria, Purley não pontuou.
Entretanto, ele está na história da Formula 1 por dois motivos: em 1977, quando corria no seu próprio carro, nas pré-qualificações do GP de Inglaterra, em Silverstone, Purley perdeu o controle de seu carro e bateu no muro a 173 km/hora. Ele sofreu uma desaceleração de 178 G, o que fez bater um recorde do Guiness Book como o homem que sobreviveu a pior desaceleração já vista. Somente em 12 de outubro de 2003, no Texas Motor Speedway, esse recorde foi superado pelo sueco Kenny Bräck, quando seu carro decolou e se chocou contra o alambrado, na reta oposta: Brack foi submetido a uma desaceleração de 214 G. Em 2015 a investigação da FIA ao acidente sofrido por Jules Bianchi concluiu que este último sofreu um impacto de 254 G.

## Drama na Holanda
Um dos momentos mais duros da vida de Purley foi o acidente no Grande Prêmio da Holanda de 1973. Pela March, o britânico tentou salvar a vida de seu amigo e compatriota Roger Williamson, que sofrera um acidente e não conseguia sair do carro enquanto Purley fazia de tudo para ajudá-lo.
Purley gesticulava pedindo ajuda aos comissários (que nada fizeram além de olhar) e tentou até desvirar o carro sozinho. Ao perceber que nada mais poderia ser feito, Purley caminhou desolado.
Após o evento, Purley foi condecorado com a Medalha de Jorge, a mais alta distinção inglesa por coragem em situações de salvamento.

## Morte
Com desgosto pela Fórmula 1, mudou sua área de atuação e começou a fazer acrobacias aéreas, destacando-se nessa área. Contudo, no dia 2 de julho de 1985, enquanto pilotava seu biplano Pitts Special nas proximidades de Bognor Regis no País de Gales, seu avião descontrolou-se e caiu nas águas do Canal da Mancha. Purley tinha 40 anos na época.